# Procopio di Cesarea
Procopio di Cesarea (in greco antico: Προκόπιος ὁ Καισαρεύς?, Prokópios ho-Kaisaréus; Cesarea marittima, 490 circa o inizio VI secolo – Costantinopoli, 560 circa) è stato uno storico e generale bizantino.

## Biografia
Nato a Cesarea marittima, è possibile che abbia studiato retorica, filosofia e diritto a Gaza, dove avrebbe conosciuto le opere di autori antichi, come Erodoto e Tucidide.
Successivamente si trasferì a Costantinopoli sotto il regno di Anastasio, esercitando la professione di avvocato. Le fonti lo indicavano anche come retore («ῥήτωρ») e sofista («σοφιστής»). 
Nel 527, quando il generale Belisario divenne comandante delle truppe di Dara contro i Persiani, Procopio venne nominato suo consigliere. In quanto consigliere e segretario del celebre generale, prese parte alla guerra iberica (526-532) contro i Sasanidi e alla guerra vandalica (533-534) contro i Vandali.
Nel 534, in seguito alla conquista dell'Africa, Procopio non seguì Belisario a Costantinopoli ma restò in Africa alle dipendenze del magister militum e prefetto del pretorio Salomone. Quando scoppiò una rivolta dell'esercito africano, Salomone e Procopio furono costretti a fuggire in Sicilia da dove chiesero aiuto a Belisario, che aveva poco prima strappato l'isola ai Goti. Belisario, pur infliggendo una sconfitta ai ribelli, non ottenne una vittoria definitiva su di essi, e ben presto fu costretto a ritornare in Sicilia. Procopio lo seguì divenendo di nuovo suo segretario, e partecipando alle campagne condotte contro i Goti (535-540). Ritornato a Costantinopoli con Belisario nel 540, fu testimone oculare dell'epidemia di peste che flagellò la capitale nel 542. Dopo il 540 dovrebbe essere rimasto a Costantinopoli, non seguendo Belisario nelle sue successive campagne, sebbene non tutti gli storici siano d'accordo.
Nel 551 scrisse una Storia delle guerre in sette libri che narra delle guerre di cui è stato per molti fatti testimone diretto; un ottavo libro dell'opera, un aggiornamento, uscì nel 553. Su richiesta dell'Imperatore scrisse anche Sugli edifici, uno scritto encomiastico relativo alle opere edilizie sorte per iniziativa di Giustiniano. Fu autore anche di una Storia segreta (gr. Anékdota), un libello astioso contro Giustiniano e Teodora venuto alla luce molti secoli dopo la morte dell'autore. È stato identificato da taluni con il Procopio prefetto di Costantinopoli nel 562, anche se tale identificazione non è certa e potrebbe essere un caso di omonimia.

## Opere di Procopio
Le sue opere, scritte in greco, raccontano il periodo dell'imperatore bizantino Giustiniano I, le sue guerre contro i Vandali, i Persiani e gli Ostrogoti d'Italia (Guerra gotica), la cronaca della vita politica alla corte di Costantinopoli e le descrizioni delle opere edilizie effettuate da Giustiniano.
Storico militare e politico, la sua ottica e la sua tecnica storiografica risulta di matrice fondamentalmente pagana, utilizzando i modelli greci e latini (Erodoto, Tucidide, Livio, Tacito) che la storiografia cristiana-europea riscoprirà solo nel Quattro e Cinquecento con gli umanisti.

### Storia delle guerre di Giustiniano
Quest'opera è composta da otto libri, sette scritti dal 546 al 551 e un ottavo nel 553.
I primi due libri narrano in modo approfondito le guerre tra Impero bizantino e Impero sasanide dal 502 al 551, sebbene i primi capitoli descrivano in modo molto sintetico anche i precedenti conflitti tra i due imperi a partire dal 395. Nel libro I si narra anche la rivolta di Nika e la caduta in disgrazia di Giovanni di Cappadocia, benché non riguardino le guerre romano-sasanidi.
I Libri III e IV narrano la guerra vandalica, cioè le guerre combattute contro il Regno vandalo in Africa. I primi capitoli del Libro III narrano le guerre precedenti al regno di Giustiniano, quindi la conquista vandalica del Nordafrica ad opera di Genserico, il regno dei suoi successori e i tentativi dei due imperi d'Occidente e d'Oriente di riconquistare l'Africa. Si passa poi a narrare la conquista bizantina dell'Africa ad opera di Belisario e le guerre dei bizantini contro il Regno Mauro-Romano.
I Libri V, VI e VII riguardano invece la guerra gotica, cioè la guerra condotta contro il Regno ostrogoto in Italia. I primi capitoli parlano brevemente dello stato dell'Italia prima della guerra gotica; si passa poi a narrare la guerra gotica di Giustiniano. Importante è la descrizione di Procopio, testimone oculare, sull'assedio goto di Roma nel 537-538, molto dettagliata. Il libro VII narra gli avvenimenti della guerra gotica dal 540 al 551.
Il libro VIII fu scritto in seguito, nel 553, e i primi capitoli sono dedicati alla guerra lazica contro i sasanidi, dal 551 al 553, mentre quelli conclusivi parlano della vittoriosa campagna di Narsete contro i goti, grazie alla quale anche l'Italia venne annessa all'impero.
È stato osservato che i libri che trattano gli eventi fino al 540 non contengono giudizi sfavorevoli su Giustiniano, mentre quelli che trattano eventi successivi contengono critiche celate al suo governo (per esempio le iniquità di Bessa, Giovanni Tzibo e Alessandro Forficula). Presumibilmente, secondo J. B. Bury, i libri che parlano delle guerre prima del 540 furono scritti man mano che Procopio viveva quegli avvenimenti in qualità di segretario di Belisario, quando aveva ancora un giudizio abbastanza positivo sul governo di Giustiniano; successivamente Procopio avrebbe cambiato idea, forse in seguito a una mancata promozione o alle sconfitte subite contro Cosroe e Totila, vedendo in Giustiniano la causa di tutti i mali dell'impero; e questo si sarebbe riflettuto nelle parti che Procopio doveva ancora scrivere per completare l'opera, pubblicata nel 551.
L'opera di Procopio si rifà a Tucidide, contiene vari aneddoti, presagi e digressioni sui luoghi in cui si combattevano le guerre. L'opera ebbe successo e fu continuata da Agazia Scolastico (che narrò gli anni dal 552 al 559) e da Menandro Protettore (dal 559 al 582).

### Storia segreta

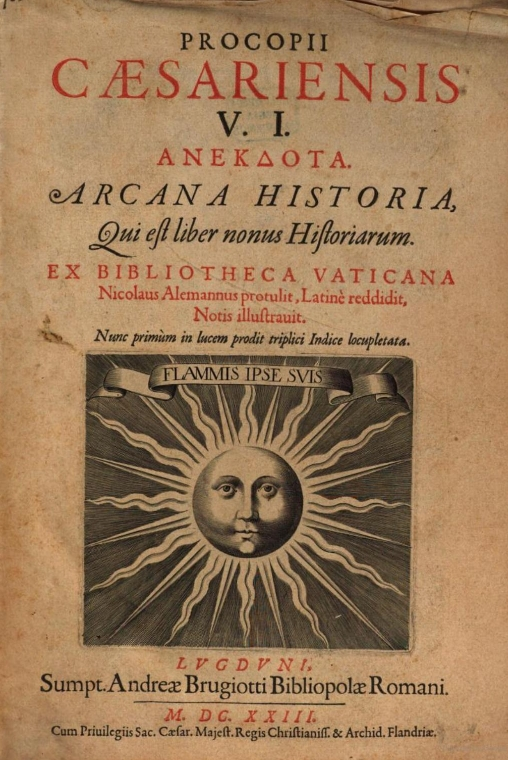
Frontespizio dell'editio princeps della Storia segreta (1623).

È un libello contro Giustiniano, Teodora, Belisario e Antonina. Nella prefazione l'autore sostiene di averlo scritto per riferire di alcuni fatti su cui dovette tacere nelle opere precedenti, non solo per paura di essere assassinato da sicari di Giustiniano e Teodora, ma anche per tramandare alle generazioni future le crudeltà commesse dai suddetti. Era inteso per non essere pubblicato, e infatti si venne a conoscenza dell'esistenza di questa opera solo alcuni secoli dopo la sua redazione. L'anno della scrittura dovrebbe essere il 550, dato che in più parti dell'opera si afferma che è il 32º anno di regno di Giustiniano (è vero che il 32º anno di Giustiniano cade nel 559 e non nel 550, ma Procopio considerava il regno di Giustino I come parte del regno di suo nipote Giustiniano).
L'attendibilità dell'opera è stata messa in dubbio da molti studiosi e Voltaire considerava l'opera una satira dettata dall'odio che Procopio provava per l'imperatore. Pur apparendo il racconto di vari episodi deformato ed esagerato dall'astio che lo scrittore provava per Giustiniano, l'opera serba comunque un fondo di verità. Infatti, in molti punti la narrazione può essere confermata anche da altre fonti primarie. In varie parti dell'opera Procopio promette che avrebbe parlato successivamente delle iniquità di Giustiniano contro la Chiesa romana. Dato che non si trova traccia di ciò nell'opera, forse Procopio aveva intenzione di scrivere una storia ecclesiastica che per un motivo o per un altro non poté scrivere.

### Sugli edifici
Libro in stile encomiastico sugli edifici fatti costruire da Giustiniano. È composto da sei libri.
- Il libro I descrive gli edifici fatti costruire da Giustiniano e Teodora nella capitale come la Chiesa di S. Sofia, le altre chiese, il palazzo, le cisterne, il convento dove vennero recluse le prostitute costrette da Giustiniano e Teodora a far penitenza per i loro passati peccati ecc.
- Il libro II descrive le fortificazioni fatte edificare o rinforzare da Giustiniano in Oriente, come ad esempio la fortezza di Dara.
- Il libro III descrive le fortificazioni fatte edificare o rinforzare in Armenia.
- Il libro IV descrive le fortificazioni fatte edificare o rinforzare in Europa.
- Il libro V descrive le fortificazioni fatte edificare o rinforzare in Cilicia e in Palestina.
- Il libro VI descrive le fortificazioni fatte edificare o rinforzare in Africa.

L'anno della composizione non è certo: alcuni datano l'opera al 554, altri al 560.
Una cosa degna di nota è che Procopio sembra cambiare di nuovo idea su Giustiniano: se nelle opere passate infatti lo criticava aspramente, giungendo persino al libello, in questa opera lo loda come imperatore giusto e caritatevole, sempre disposto a soddisfare le esigenze dei sudditi. L'opera potrebbe essere stata commissionata da Giustiniano, con il risultato che Procopio sarebbe stato "costretto" a parlar bene di lui, oppure la sua opinione su quel principe potrebbe essere effettivamente cambiata in seguito a una promozione o a un favore.

## Traduzioni italiane
- La Storia Arcana, Fratelli Palombi, 1944
- Storia Segreta, a cura di Vito Panunzio, trad. di Giuseppe Compagnoni, Colombo Editore, Roma, 1945
- La Guerra Gotica, trad. di Domenico Comparetti, con note di Elio Bartolini, Collana «I cento libri», Longanesi, Milano 1970; TEA, Milano, 1994 ISBN 88-7819-519-7; Collana i Grandi Libri n.612, Garzanti, Milano, 2007 ISBN 88-11-36612-7
- Storia Arcana, a cura di Alessandro Cutolo, Collana Storica, Istituto Geografico De Agostini, Novara, 1969
- Storia Segreta, a cura e con la trad. di Filippo Maria Pontani, Collana paperbacks storici 7, Newton Compton Italiana, Roma, 1972; Collana Poetica, Club del Libro Fratelli Melita, 1989 ISBN 88-403-0230-1
- La Guerra Gotica, a cura e con la trad. di Filippo Maria Pontani, Collana paperbacks storici 17, Newton Compton Italiana, Roma, 1974; Collana Poetica, Club del Libro Fratelli Melita, 1989 ISBN 88-403-0205-0
- Le Guerre. Persiana Vandalica Gotica, a cura e con la trad. di Marcello Craveri, Introduzione di Filippo Maria Pontani, Collana i Millenni, Einaudi, Torino, 1977
- Carte Segrete, traduzioni e note di Lia Raffaelli Cresci Sacchini, Collana i Grandi Libri n. 190, Garzanti, 1977-1994-2008 ISBN 88-11-36190-7
- Storia Inedita, introd.,trad., note e appendici a cura di Federico Cerutti, consulenza di Federico Roncoroni, Collana Classici di Storia, Rusconi, Milano, 1977 ISBN 88-18-16631-X
- Storie Segrete, introduzione, revisione critica del testo e note di Fabrizio Conca, trad. di Paolo Cesaretti, testo greco a fronte, Collana Classici n.1118, BUR, Milano 1996 ISBN 9788817171182
- Guerra Gotica. Libro 5° e 6°, curatore R. Masullo, Aracne, 2011 ISBN 88-548-3993-0
- Santa Sofia di Costantinopoli. Un Tempio di Luce, Collana Di Fronte e Attraverso. Storia dell'Arte n.45, Jaca Book, 2011 ISBN 88-16-40844-8